# Kenneth Anger
Vous lisez un « bon article » labellisé en 2011.
Pour les articles homonymes, voir Anger.
Kenneth Anger (Kenneth Wilbur Anglemyer), né le 3 février 1927 à Santa Monica (États-Unis) et mort le 11 mai 2023 à Yucca Valley (États-Unis), est un auteur, acteur et réalisateur américain qui œuvre dans le cinéma underground et le cinéma expérimental.
Ne réalisant que des courts métrages, il a produit presque quarante œuvres depuis 1937, dont neuf ont été regroupées sous le titre de « Magick Lantern Cycle », et forment la base de la réputation d'Anger comme l'un des réalisateurs indépendants les plus influents de l'histoire du cinéma. Ses films mêlent à des degrés divers le surréalisme à l'homoérotisme et à l'occultisme, et sont décrits comme contenant « des éléments érotiques, documentaires, du psychodrame, et du spectacle ».
Anger est lui-même décrit comme « l'un des premiers réalisateurs publiquement gay d'Amérique, et certainement le premier dont l'œuvre aborde l'homosexualité de manière franche et personnelle », et « on ne saurait exagérer son rôle dans la visibilité de la culture gay au sein du cinéma américain, commercial ou autre. » Certaines de ses œuvres fortement homoérotiques, telles que Fireworks (1947) et Scorpio Rising (1964), ont été produites avant la légalisation de l'homosexualité aux États-Unis. Il a aussi fait de l'occultisme le thème central de plusieurs de ses films, montrant sa fascination pour le fameux occultiste anglais Aleister Crowley, dont il a embrassé la religion, Thelema. Cette influence est flagrante dans des films comme Inauguration of the Pleasure Dome (1954), Invocation of My Demon Brother (1969) et Lucifer Rising (1972).
Anger cite parmi ses influences des cinéastes tels qu'Auguste et Louis Lumière et Georges Méliès, et il est lui-même cité comme ayant à son tour influencé des réalisateurs comme Martin Scorsese, David Lynch et John Waters. On a dit de lui qu'il avait eu « un profond impact sur l'œuvre de nombreux autres cinéastes et artistes, ainsi que sur le clip vidéo en tant que forme d'art en devenir, employant des séquences oniriques, la danse, les fantasmes, et le récit. » Dans les années 1960 et 1970, il a travaillé avec nombre de personnalités de la culture populaire et de l'occultisme, dont le fondateur de l'église de Satan Anton LaVey, le sexologue Alfred Kinsey, l'artiste Jean Cocteau, le dramaturge Tennessee Williams, et les musiciens Mick Jagger, Keith Richards, Jimmy Page, Marianne Faithfull et Bobby Beausoleil. Il est enfin l'auteur du livre sensationnaliste Hollywood Babylone (1959) et de sa suite, Hollywood Babylone II (1986), dans lesquels il prétend révéler nombre de rumeurs et de secrets des stars de Hollywood.

## Biographie

### 1927-1935
Kenneth Anger est né Kenneth Wilbur Anglemyer à Santa Monica en Californie, le 3 février 1927. Son père, Wilbur Anglemyer, né à Troy dans l'Ohio, se disait d'origine allemande, tandis que sa mère handicapée, Lillian Coler, qui était la plus âgée des deux, se donnait des origines anglaises. Le couple s'était rencontré à l'université d'état de l'Ohio et, après son mariage, il avait eu son premier enfant, Jean Anglemyer, en 1918, suivi par un deuxième, Robert « Bob » Anglemyer, en 1921. Il déménagea la même année à Santa Monica dans le but de se rapprocher de la mère de Lillian, Bertha Coler, qui venait d'y emménager. C'est là que Wilbur trouva un travail d'ingénieur électricien chez Douglas Aircraft, gagnant assez d'argent pour donner à sa famille le confort de vie de la classe moyenne.
Kenneth, troisième et dernier enfant, est né en 1927, mais en grandissant il allait s'éloigner de ses parents et de ses frère et sœur. Son frère Bob allait plus tard déclarer qu'étant le plus jeune, Kenneth avait été gâté par sa mère et sa grand-mère. Leur grand-mère avait une grande influence sur le jeune Kenneth, et aida la famille financièrement lors de la Grande Dépression des années 1930. C'est elle qui emmena pour la première fois Kenneth au cinéma, pour voir une double séance de The Singing Fool et Thunder Over Mexico, et qui encouragea ses penchants artistiques. Plus tard, elle emménagea dans une maison à Hollywood avec une autre femme, qui encouragea aussi Kenneth. Il s'intéressa très tôt au cinéma. Il déclara plus tard : « J'étais un enfant prodige qui ne devint jamais plus aussi intelligent »
. Il se rappelle avoir participé à un bal où les enfants acteurs étaient encouragés à se mêler à des enfants ordinaires, et y avoir rencontré Shirley Temple.
C'est en 1935, comme il allait ensuite le révéler, qu'il eut la chance d'apparaître dans un film d' Hollywood, dans le rôle du Prince changelin du film de 1935 Le Songe d'une nuit d'été de Max Reinhardt et William Dieterle, un film qui allait certainement l'influencer pour son film Rabbit's Moon. Dans les faits, les rapports de production du film à la Warner contredisent les révélations d'Anger, le personnage étant joué par une fille nommée Sheila Brown. Une source qui s'autorise du témoignage de Mickey Rooney (qui jouait le rôle de Puck) avance que la petite fille était en fait Anger déguisée en fille par sa mère. Un biographe d'Anger, Bill Landis, accorde foi à son témoignage, en raison de la ressemblance avec Anger enfant.

### Premiers films (1937-1946)
Le premier film d'Anger a vu le jour en 1937, alors qu'il n'avait que dix ans. Le court métrage, intitulé Ferdinand the Bull, 
avait été tourné sur un bout de film de 16 mm non utilisé après les vacances de la famille Anglemyer au Parc national de Yosemite. Dans ce film, qui n'a jamais été rendu public, Kenneth lui-même porte une cape (sans doute de matador), tandis que deux amis boy scouts jouaient le rôle du taureau. Son deuxième court métrage, Who Has Been Rocking My Dreamboat, qu'Anger lui-même considère comme son premier vrai film, est composé de pellicules montrant des enfants en train de jouer en été, accompagné de chansons populaires par des groupes comme les Ink Spots. Who Has Been Rocking My Dreamboat a été réalisé en 1941, quand il avait quatorze ans, peu avant l'attaque de Pearl Harbor et l'entrée des États-Unis dans la Seconde Guerre mondiale. L'année suivante, il produisit un autre film amateur, Prisoner of Mars, très influencé par Flash Gordon, une série dont il était fan. Dans ce film inspiré par la science-fiction, il ajoute des éléments du mythe du Minotaure, et joue lui-même le personnage principal, de même qu'il construisit un petit volcan dans son jardin pour créer des effets spéciaux maison. Ces premiers films sont supposés perdus, Anger ayant brûlé la plupart de ses réalisations en 1967.
En 1944, les Anglemyers déménagent pour Hollywood, rejoignant la grand-mère, et Kenneth commence à fréquenter le lycée de Beverly Hills. Il y fait la connaissance de Maxine Peterson, qui avait été la doublure de Shirley Temple, à qui il demande, ainsi qu'à d'autres de ses camarades de classe et à une vieille femme, d'apparaître dans son prochain projet de film. Il l'appelle d'abord Demigods, mais il sera ensuite intitulé Escape Episode. Tournant en partie autour de l'occultisme, il est filmé dans un « vieux château hanté » d'Hollywood, et projeté au Coronet Theater on North La Cienega, à Los Angeles. Vers cette époque, Anger commence aussi à assister aux projections de films muets à la galerie d'art de Clara Grossman, où il rencontra un autre cinéaste, Curtis Harrington, avec qui il fonda Creative Film Associates, dont le but était de distribuer des films underground comme ceux de Maya Deren, John et James Whitney, ainsi que les leurs.
C'est au lycée qu'il commence à s'intéresser à l'occultisme, qu'il a d'abord découvert en lisant les livres du Magicien d'Oz de Lyman Frank Baum (1856-1919) dans son enfance, avec leur philosophie rosicrucienne. Kenneth s'intéressait grandement aux œuvres du magicien français Éliphas Lévi, et au Rameau d'or de James George Frazer (1854-1941), bien qu'il préférât par-dessus tout les écrits de l'occultiste anglais Aleister Crowley. Ce dernier avait fondé une religion nommée Thelema après une expérience religieuse en Égypte en 1904, où un prétendu être nommé Aïwass l'avait contacté et lui avait récité le Livre de la Loi. Kenneth devint ensuite un grand passionné de l'œuvre de Crowley et se convertit à Thelema.

### Fireworkset début de carrière
Lorsque Anger découvrit son homosexualité, à une époque où elle était encore illégale aux États-Unis, il commença à fréquenter la scène gay underground. Au milieu des années 1940, la police l'arrêta dans un « piège pour homosexuels », après quoi il décida de quitter le foyer de ses parents, s'installant dans son propre appartement, en grande partie financé par sa grand-mère, et abandonnant son nom de famille au profit de celui d'Anger. Il commença à suivre des cours de cinéma à l'Université de Californie du Sud, et à expérimenter les effets de drogues telles que le cannabis et le peyotl. C'est alors qu'il décida de produire un film en rapport avec sa sexualité, comme d'autres cinéastes gay d'avant-garde comme Willard Maas l'avaient fait à cette époque. Le résultat fut le court métrage Fireworks, créé en 1947, mais projeté au public en 1948. À la sortie du film, Anger fut arrêté pour obscénité. Il fut acquitté après que l'affaire fût portée devant la Cour suprême de Californie, qui jugea qu'il s'agissait d'art et non de pornographie. Anger prétendit qu'il avait dix-sept ans lorsqu'il le réalisa, alors qu'il en avait en fait vingt, sans doute afin de se présenter comme un enfant terrible. Œuvre homoérotique d'une durée de quatorze minutes, Fireworks tourne autour d'un jeune homme (incarné par Anger) entouré de plusieurs marins, qui s'attaquent à lui, le dénudent et le battent à mort, ouvrant sa poitrine pour y trouver une montre en marche. Plusieurs feux d'artifice explosent alors, accompagnés d'un arbre de Noël en feu, et la scène finale montre le jeune homme au lit avec un autre homme torse nu. De ce film, Anger dirait plus tard en 1966 que : « Ce petit film représente tout ce que j'ai à dire sur le fait d'avoir dix-sept ans, l'US Navy, le Noël américain, et le quatre juillet ». Il allait constamment reprendre et modifier le film jusqu'en 1980, après quoi il est finalement distribué sous format VHS en 1986.
L'une des premières personnes à acheter un exemplaire de Fireworks fut le sexologue Alfred Kinsey de l'Institute for Sex Research. Anger et lui nouèrent une amitié qui allait durer jusqu'à la mort du scientifique, et durant laquelle Anger assista Kinsey dans ses recherches. D'après le biographe non officiel d'Anger, Bill Landis, Kinsey est devenu « une figure paternelle avec qui il pouvait échanger et qu'il pouvait imiter ». Entre-temps, en 1949, Anger commença à travailler sur un film appelé Puce Women, qui à la différence de Fireworks était tourné en couleurs. Il avait pour vedette Yvonne Marquis dans le rôle d'une séductrice dans son quotidien ; Anger allait ensuite déclarer : « Puce Women était mon histoire d'amour avec Hollywood… avec toutes les grandes déesses du cinéma muet. Elles devaient être filmées chez elles ; j'étais en effet en train de filmer des fantômes ». Un financement insuffisant fit que seule une scène fut tournée, qui sortit finalement sous le titre Puce Moment. La même année, Anger réalisa The Love That Whirls, un film fondé sur le sacrifice humain chez les Aztèques, mais, en raison de scènes dénudées, il fut détruit par des techniciens du laboratoire de photographie, qui le jugeaient obscène.

### France,Rabbit's MoonetEaux d'Artifice(1950–1953)

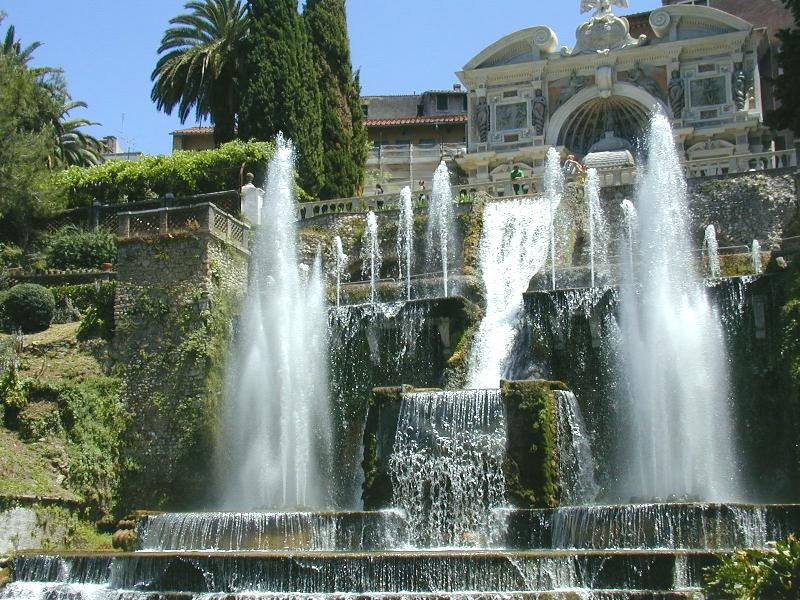
La fontaine de Neptune à la villa d'Este à Tivoli.

En 1950, Anger déménagea pour Paris, où il logea d'abord chez des amis (qui avaient eux-mêmes dû quitter Hollywood, parce qu'ils étaient sur une liste noire en raison de leur appartenance à un syndicat). Il affirma plus tard qu'il avait fait le voyage pour la France après avoir reçu une lettre du réalisateur français Jean Cocteau, qui lui disait son admiration pour Fireworks (présenté au Festival du film maudit de Biarritz 1949). À son arrivée, Anger et Cocteau devinrent amis, le Français donnant à son jeune protégé la mission de faire un film à partir de son ballet Le Jeune Homme et la Mort, malgré l'absence de financement pour ce projet. Il continua à réaliser des courts métrages à Paris ; en 1950, il commença à tourner pour Rabbit's Moon, connu aussi sous le titre La Lune des Lapins, qui parle d'un clown qui contemple la lune, sur laquelle vit un lapin, idée issue de la mythologie japonaise. Anger tourna vingt minutes de film au studio des Films du Panthéon, avant d'en être chassé, laissant le film inachevé. Il conserva le film dans les archives mal rangées de la Cinémathèque française, et ne le récupéra qu'en 1970, lorsqu'il acheva et sortit Rabbit's Moon,. À la cinémathèque, son directeur Henri Langlois lui confiait des pressages de Que Viva Mexico de Sergueï Eisenstein, qu'il tenta de remonter suivant le dessein original du réalisateur.
En 1953, il voyagea à Rome, où il prévoyait de faire un film sur un occultiste du XVIe siècle, le Cardinal d'Este. Pour ce faire, il commença à filmer les jardins de la villa d'Este à Tivoli, où une dame habillée dans le style du XVIIIe siècle déambulait entre les nombreuses fontaines des jardins (une allusion au penchant du cardinal d'Este pour l'urophilie), sur une musique de Vivaldi. Cette scène était censée être la première de quatre parties, mais les autres ne furent jamais tournées ; le film réduit à une scène qui en résulta fut intitulé Eaux d'artifice. Comme son biographe Bill Landis le remarque, « c'est l'une des œuvres d'Anger les plus sereines ; sa réalisation la rend douce, luxueuse et séduisante. Eaux d'artifice demeure une orgie secrète dans un jardin privé, réservée au seul plaisir d'un personnage masqué et du spectateur-voyeur ».

### Inauguration of the Pleasure DomeetHollywood Babylon(1953–1960)
En 1953, peu après la production d’Eaux d'artifice, la mère d'Anger mourut et il rentra temporairement aux États-Unis afin d'assister à la lecture de son testament. Il commença alors à s'immerger de plus en plus dans le milieu artistique californien, se liant avec le cinéaste Stan Brakhage, qui avait été influencé par Fireworks, et tous deux travaillèrent sur un film, qui fut cependant confisqué par le laboratoire de photographie pour obscénité et sans doute détruit. Vers cette époque, deux de ses amis, le couple Renate Cruks et Paul Mathiesin donnèrent une fête sur le thème « Venez en suivant votre folie ». Anger y vint travesti en Hécate, la déesse grecque antique. Les nombreux costumes de cette soirée inspirèrent Anger, qui en réalisa une peinture. Il demanda à plusieurs des participants à cette fête de jouer dans un nouveau film qu'il était en train d'élaborer, Inauguration of the Pleasure Dome. Créé en 1954, ce film surréaliste de trente-huit minutes contient plusieurs thèmes crowleyens et thélémites, plusieurs personnages incarnant des divinités païennes telles qu'Isis, Osiris et Pan. L'une des actrices du film était Marjorie Cameron, veuve de Jack Parsons, un thélémite influent, et Anger tenait le rôle d'Hécate. La femme de lettres Anaïs Nin y tient le rôle d'Astarté. Il alla ensuite présenter le film lors de plusieurs festivals de cinéma européens, remportant le prix du Ciné-Club belge et le Prix de l'Âge d'or, tout en le projetant comme partie d'un triptyque à l'exposition universelle de 1958 à Bruxelles.
En 1955, Anger et son ami Alfred Kinsey rejoignirent l'abbaye abandonnée de Théléma à Cefalù en Sicile, dans le but de tourner un court documentaire intitulé Thelema Abbey. L'abbaye elle-même avait servi de logis à Aleister Crowley et à sa communauté dans les années 1920, et Anger restaura les fresques érotiques qu'il y trouva, de même qu'il accomplit certains rites crowleyens sur le site. Le documentaire fut réalisé pour la série Omnibus de la chaîne télévisée britannique BBC, qui le perdit,. L'année suivante vit la mort de Kinsey, et Anger décida de rentrer à Paris. On le décrit à cette époque comme « extrêmement lointain et solitaire ».
Ayant désespérément besoin d'argent, Anger écrivit un livre intitulé Hollywood Babylon, dans lequel il révèle la plupart des ragots interdits sur les célébrités qu'on lui avait confiés. Le livre fut d'abord publié en français par l'éditeur Jean-Jacques Pauvert. Une version piratée et incomplète sortit aux États-Unis en 1965, et la version officielle américaine ne parut qu'en 1974. Bénéficiant des droits d'auteur pour la publication de Hollywood Babylon, Anger mena à bien son projet de film, The Story of O, d'après le roman français Histoire d'O, un film érotique sur un couple hétérosexuel dans une relation sadomasochiste, bien que ne contenant pas d'images sexuellement explicites.

### Scorpio RisingetKustom Kar Kommandos(1961–1965)
En 1961, Anger revint une fois encore en Amérique, où il vécut un temps avec Marjorie Cameron. Il en profita pour travailler sur un nouveau film sur l'émergence de la subculture du biker, auquel il donna le titre de Scorpio Rising. Il engagea un biker nommé Richard McAuley, et le filma en train de traîner avec ses potes, y ajoutant des scènes de MacAuley, alias « Scorpio », profanant une église désaffectée. Anger inclut des images plus polémiques, y compris l'iconographie nazie, des scènes de nus, et des vidéos sur la vie de Jésus-Christ, repris d'un film produit par Family Films, The Road to Jerusalem. Dans Scorpio Rising, Anger entrecoupe des images du Christ issues de films religieux à petit budget avec celles de Scorpio, deux rebelles chacun dans son genre. Le film tout entier possède une bande sonore de chansons populaires des années 1950, comme Blue Velvet de Bobby Vinton, Torture de Kris Jensen ou I Will Follow Him de Little Peggy March. Anger a lui-même décrit son film comme « un miroir de mort tendu à la culture américaine… Thanatos en chrome, en cuir noir, et en jeans remplis à craquer ». Il est aussitôt devenu populaire au sein du cinéma underground, bien qu'il soit vite porté devant la justice à la suite de plaintes pour obscénité. Le jury, entièrement composé de femmes, jugea en faveur des plaignants, et Scorpio Rising fut interdit, bien que l'interdiction ait été annulée en appel par la Cour suprême de l'état de Californie.
Après avoir achevé Scorpio Rising, Anger, établi à San Francisco, alla à la Fondation Ford, qui venait d'ouvrir un programme de subventions pour des réalisateurs. Il leur montra ses idées pour un nouveau court métrage d'art et d'essai, intitulé Kustom Kar Kommando, qu'ils acceptèrent, et pour lequel ils lui remirent dix mille dollars. Mais Anger dépensa la plupart de l'argent pour ses propres frais et pour modifier ses films précédents, et Kustom Kar Kommando ne comporta qu'une seule longue scène. Ce film homoérotique comprend plusieurs images d'un jeune homme lustrant sa voiture de course, sur fond rose et sur la chanson Dream Lover des Paris Sisters. Peu après, Anger passa un marché qui permettait à Hollywood Babylon d'être publié officiellement aux États-Unis pour la première fois, où il rencontra le succès, se vendant en deux millions d'exemplaires dans les années 1960, tandis qu'Anger traduisait Histoire de l'érotisme de Lo Duca en anglais, en vue d'une publication américaine.

### Le mouvement hippie etInvocation of My Demon Brother(1966–1969)

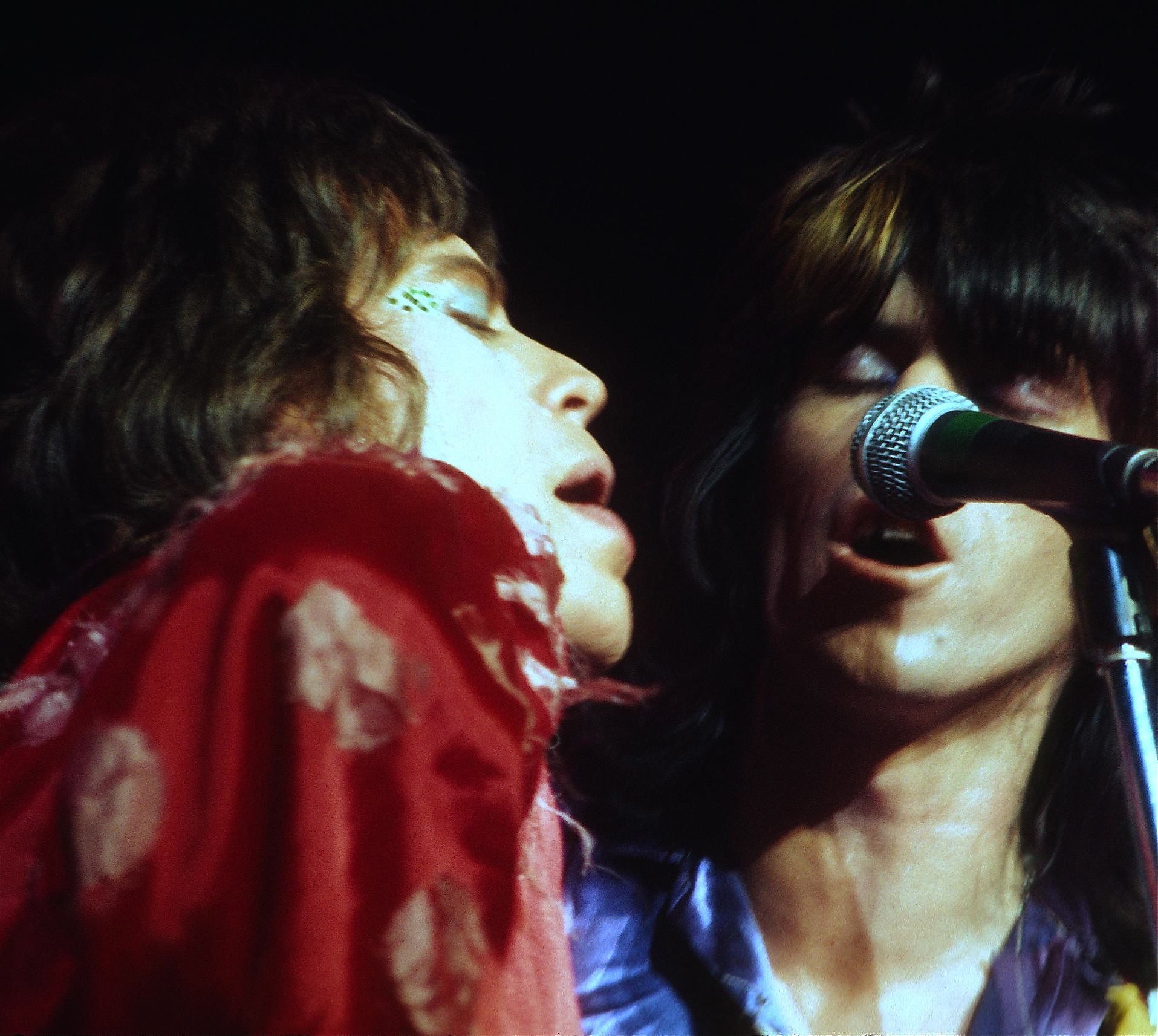
Mick Jagger et Keith Richards en 1972.

Le milieu des années 1960 vit l'émergence du mouvement hippie et la consommation croissante des drogues psychotropes, qu'Anger lui-même prenait depuis plusieurs années. Un hallucinogène en particulier, le LSD, qui était encore légal aux États-Unis, était très prisé, et en 1966, Anger sortit une version de son ancien film Inauguration of the Pleasure Dome sous le titre Sacred Mushroom Edition, qui fut projetée à des personnes sous LSD, ce qui accroissait leur expérience sensorielle. À cette époque, Anger avait acquis une certaine célébrité dans le milieu underground américain, et plusieurs cinémas dans tout le pays projetaient ses films les plus connus en une seule séance. En réaction à cette renommée grandissante, Anger suivit l'exemple de son idole Aleister Crowley, en se décrivant comme « le cinéaste le plus monstrueux de l'underground », une référence à l'épithète dont la presse à scandales britannique avait affublé Crowley dans les années 1920, « l'homme le plus méchant du monde ». Cette renommée lui permit de rencontrer d'autres célébrités, comme Anton LaVey (1930-1997), le fondateur de l'église de Satan. Malgré leurs divergences philosophiques, tous deux devinrent amis et allaient le rester pendant plusieurs années. Cependant, Anger gardait du ressentiment envers certaine personnalité connue, à savoir Andy Warhol, qui à l'époque rencontrait le succès non seulement dans le monde de l'art mais aussi dans le milieu du cinéma underground. Anger jeta de la peinture sur la porte de la maison où Warhol venait d'emménager.
En 1966, Anger s'installa au rez-de-chaussée d'une grande maison du XIXe siècle à San Francisco, surnommée l'Ambassade russe. Vers cette époque, il commençait à penser à un nouveau film, qu'il prévoyait d'intituler Lucifer Rising, et qui ferait écho à ses croyances thélémites sur l'Éon d'Horus. Il s'était fait tatouer le nom de Lucifer sur sa poitrine et commençait à chercher un jeune homme qui pouvait symboliquement devenir Lucifer, « l'Enfant couronné et conquérant » du nouvel éon, pour Lucifer Rising. Il rencontra plusieurs jeunes hommes qui convenaient pour le rôle, les invitant à vivre avec lui à l'Ambassade russe, avant d'arrêter son choix sur un certain Bobby Beausoleil. Beausoleil créa un groupe, the Magic Powerhouse of Oz, dans le but d'enregistrer la musique du film. Mais en 1967, Anger déclara que la pellicule sur laquelle il avait filmé Lucifer Rising avait été volée, et il en accusa Beausoleil, qui nia, racontant plus tard au biographe Bill Landis que « ce qui s'est passé, c'est que Kenneth avait dépensé tout l'argent investi dans Lucifer Rising », et qu'il avait inventé cette histoire pour satisfaire les créanciers du film. Beausoleil et Anger se brouillèrent, le jeune musicien se lia ensuite à Charles Manson et à sa secte, la Famille, et il finit par accomplir les vœux de Manson en torturant et en assassinant un professeur de musique, Gary Hinman. Beausoleil purge depuis une peine de prison à vie pour ce meurtre.
Anger décida ensuite de se réinventer publiquement. Dans le numéro du 26 octobre 1967 du Village Voice, il plaça une annonce sur une page entière, proclamant : « In Memoriam. Kenneth Anger. Filmmaker 1947–1967 ». Il réapparut bien vite publiquement, cette fois pour révéler qu'il avait brûlé toutes ses premières œuvres. Les années suivantes, il alla à Londres où il rencontra d'abord J. Paul Getty, qui allait devenir son mécène, puis il se lia avec Mick Jagger et Keith Richards, les membres d'un groupe de rock nommé The Rolling Stones, ainsi que la compagne droguée de Richards, Anita Pallenberg. Anger décida alors d'utiliser le film déjà tourné pour Lucifer Rising au profit d'un de ses nouveaux films, Invocation of My Demon Brother, avec Beausoleil, LaVey, Jagger et Richards, et Anger lui-même, sur une musique composée par Jagger. Le film sortit en 1969, et explorait plusieurs des thèmes thélémites qu'Anger voulait placer dans Lucifer Rising.

### Lucifer Rising(1970–1981)

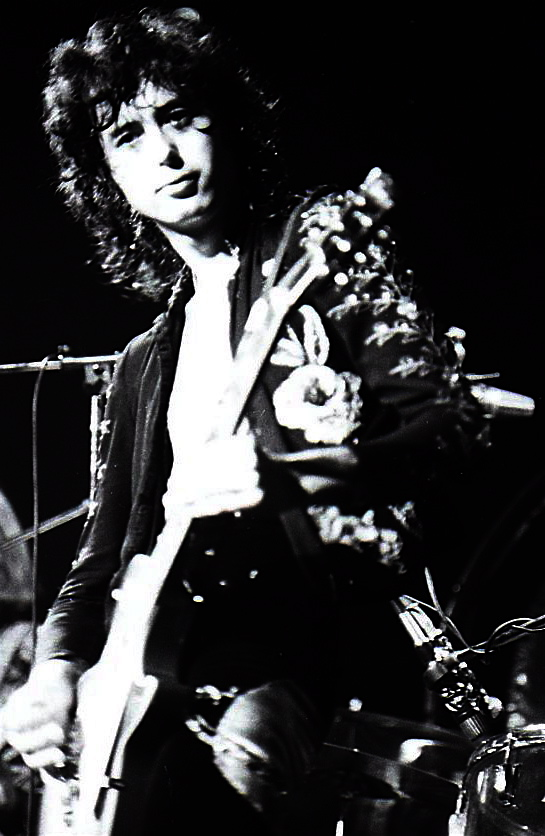
Jimmy Page en concert.

Parce qu'il avait utilisé pour Invocation of My Demon Brother la plupart de la pellicule destinée à Lucifer Rising, Anger dut reprendre la création de ce film, conçu pour représenter de manière symbolique l'avènement de l'Éon d'Horus tel que prophétisé dans le texte sacré thélémite, The Book of the Law. Anger réussit à convaincre l'actrice Marianne Faithfull de jouer dans son film, et tenta de persuader son ami Mick Jagger d'y tenir le rôle de Lucifer. Le chanteur refusa, et proposa à sa place son frère Chris, ce qu'Anger accepta, sans s'en réjouir. Anger filma huit minutes du film et les montra à la National Film Finance Corporation britannique qui accepta de lui donner 15 000 livres sterling pour achever le film - ce qui provoqua un scandale dans la presse britannique. Grâce à cet argent, il put emmener les acteurs et l'équipe technique en Allemagne et en Égypte pour le tournage. Anger se lia d'amitié avec Jimmy Page, le guitariste de Led Zeppelin vers cette époque, tous deux partageaient un grand intérêt pour Crowley. Invité par Page à Boleskine House sur la rive du Loch Ness en Écosse, la maison où Crowley avait vécu et que Page avait racheté, Anger aida le musicien à exorciser le bâtiment de ce que Page croyait être le fantôme d'un homme sans tête. Page accepta de produire la musique du film Lucifer Rising, et utilisa la table de montage qui se trouvait dans le sous-sol de son domicile londonien pour altérer la musique qu'il jouait. Mais peu après, Anger se brouilla avec Charlotte, la femme de Page, qui le jeta dehors. En représailles, il donna une conférence de presse où il ridiculisa Page et menaça de lui « jeter un sort à la Kenneth Anger ». La musique de Page fut retirée du film et remplacée en 1979 par celle composée et enregistrée en prison par Bobby Beausoleil, avec qui Anger était resté en contact.

« [Lucifer est] un rebelle adolescent. Lucifer doit être joué par un ado. C'est du choix d'acteur selon le physique. Je suis païen, et le film est une véritable invocation de Lucifer. Je suis beaucoup plus réaliste que von Stroheim. Le film comprenait de vrais sorciers de magie noire, une vraie cérémonie, de vrais autels, du vrai sang humain, et un vrai cercle magique consacré avec du sang et du foutre. »

— Kenneth Anger

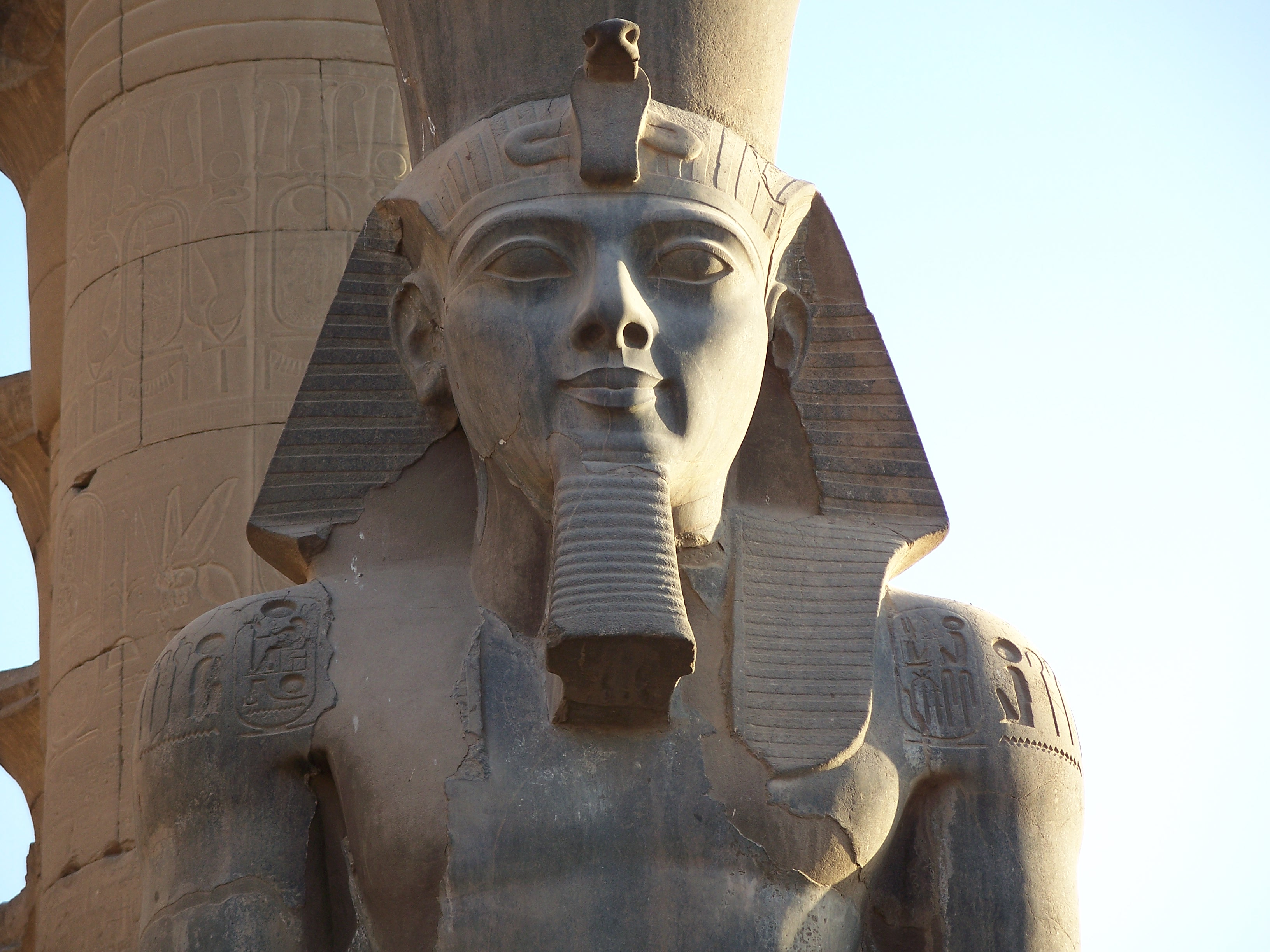
Statue de Ramsès II dans le temple de Louxor, visible dans Lucifer Rising.

Entre-temps, Anger, revenu à New York, reprit la pellicule utilisée pour Rabbit's Moon dans les années 1950, pour enfin sortir le film en 1972 (une version plus courte suivra en 1979), il ajouta une autre bande sonore à Puce Moment, et le ressortit. Vers cette époque l'éditeur Marvin Miller produisit un film à petit budget d'après Hollywood Babylone sans l'autorisation d'Anger, qui, fou de rage, le poursuivit en justice. Anger créa aussi Senators in Bondage, un court métrage destiné seulement à des collectionneurs privés, et qui n'a jamais été rendu public. ll avait également le projet d'un film sur Aleister Crowley, The Wickedest Man in the World, mais ce projet n'aboutit jamais. En 1980, il passa les fêtes avec son ami le dramaturge Tennessee Williams.
C'est en 1981, dix ans après le début du projet, qu'il acheva et sortit enfin un Lucifer Rising de trente minutes. Suivant le concept thélémite voulant que l'humanité soit entrée dans la nouvelle période de l'Éon d'Horus, Lucifer Rising est empreint de symbolisme occulte. Miriam Gibrill joue le rôle de la déesse égyptienne Isis, Donald Cammell celui de son époux Osiris, Marianne Faithfull est le personnage biblique Lilith et Leslie Huggins est Lucifer, Anger reprend le même rôle de Mage que dans Invocation of My Demon Brother. Il a monté de manière surréaliste les scènes des personnages avec des images de volcans, de temples égyptiens et les textes de Crowley lus par un adepte de l'occultiste.

### Retraite
En 1986, il vendit les droits de ses films pour la vidéo, ils sortirent en VHS, lui apportant une plus grande notoriété. L'année suivante, il assista au festival d'Avignon, où l'on rendit hommage à son œuvre pour le quarantième anniversaire de Fireworks. Peu après, Nigel Finch réalisa un documentaire sur lui pour la série Arena de la BBC, Anger lui-même y était interviewé. En 1991, Anger s'installa sur West Arenas Boulevard à Palm Springs, où le British Film Institute envoya Rebecca Wood pour l'aider à écrire son autobiographie, qui cependant ne parut jamais. En 1995, Bill Landis, un associé d'Anger au début des années 1980, écrivit une biographie non officielle, qu'Anger condamna, décrivant Landis comme « un ennemi juré ».

### Retour au film
En 2000, après un silence qui durait depuis les années 1980, Anger tourna le court métrage Don’t Smoke That Cigarette, suivi un an plus tard par The Man We Want To Hang avec des images des peintures d'Aleister Crowley. En 2004, il diffusa Anger Sees Red où il se filme lui-même, et Patriotic Penis. Il tourna ensuite Mouse Heaven à partir d'images de Mickey Mouse, son film le plus récent est Technicolor Skull, présenté comme une cérémonie magique, avec une musique où Anger joue du thérémine. Il apparaît dans un documentaire de Nick Sheehan de 2008 sur l'œuvre de Brion Gysin et sur la Dreamachine, FLicKeR, qui est projeté au P.S. 1 Contemporary Art Center en 2009.
Il a terminé la rédaction de Hollywood Babylon III, mais l'ouvrage n'est pas encore paru, ce qu'Anger attribue au fait qu'il y parle de Tom Cruise et de la scientologie.

## Vie privée
« Si vous êtes une personnalité médiatique, vous appartenez au public. Vous avez passé un pacte faustien avec votre public. Prenez-moi — moi tout entier — je suis à vous. »

— Kenneth Anger
Anger a toujours été une « personne extrêmement individualiste », bien qu'il ait accordé de nombreux entretiens au fil des ans, l'un de ses intervieweurs, David Wingrove, le décrivant en 2008 comme « un amour. Aimable, la voix douce, le bronzage parfait, il a l'air d'avoir une bonne vingtaine d'années de moins que ses soixante-dix-huit ans »,. Lors de tels entretiens, il refuse de parler de son changement de nom d'Anglemyer à Anger, répliquant à un intervieweur qui soulevait la question en 2004 : « Vous devenez impertinent. Il est écrit Anger sur mon passeport, c'est tout ce que vous avez besoin de savoir. J'éviterais ce sujet si j'étais vous ». Pourtant, dans un entretien de 2010 il a déclaré : « J'ai simplement condensé mon nom. Je savais que ce serait comme une étiquette, un logo. C'est facile à retenir ». Anger est publiquement homosexuel, l'un de ses amis décrit comment il « était attiré par des gens qui étaient soit bien montés, soit du type d'Arnold Schwarzenegger ». Il raconta un jour en plaisantant qu'il était « plus ou moins à la droite du KKK » dans ses conceptions sur les Noirs, déclenchant une polémique pour racisme. C'est un militant passionné du mouvement d'indépendance tibétain.
Anger adepte de Thelema a rejoint après plusieurs années l'organisation de Thelema, l'Ordo Templi Orientis. Il voit dans la plupart des hommes qu'il a fréquentés des incarnations vivantes de Lucifer, un symbole de l'éon d'Horus dans la philosophie thélémite, et porte le nom de Lucifer tatoué sur sa poitrine. Bien qu'il soit thélémite, Anger manifeste de l'intérêt pour plusieurs autres mouvements religieux, en particulier ceux qui relèvent d'une manière ou d'une autre de l'occultisme. Par exemple, il s'est lié d'amitié sa vie durant avec Anton LaVey (il devient le parrain de sa fille Zeena Schreck), avant et après qu'il fonde l'église de Satan dans les années 1960, et a vécu avec LaVey et sa famille dans les années 1980. LaVey apparaît dans l'un des films d'Anger, Invocation of My Demon Brother (1969) tandis qu'Anger a écrit l'avant-propos de deux des livres de LaVey, The Devil's Notebook (1992) et Satan Speaks! (1998). Il se définit lui-même comme « païen » et refuse de se considérer comme sataniste. Il déclare aussi que la Wicca est une religion « lunaire » et féminine, en contraste avec la masculinité « solaire » de Thelema.

## Filmographie
Les films marqués d'une astérisque [*] appartiennent au cycle Lanterne Magique.
Les films marqués d'un dièse [#] sont aujourd'hui considérés comme étant des films perdus.
- 1937 : Ferdinand The Bull
- 1941 : Who Has Been Rocking My Dreamboat [#]
- 1941-1942 : Tinsel Tree [#]
- 1942 : Prisoner of Mars [#]
- 1943 : The Nest [#]
- 1944 : Demigods (Escape Episode) [#]
- 1945 : Drastic Demise [#]
- 1946 : Escape Episode (version sonore raccourcie) [#]
- 1947 : Fireworks [*]
- 1949 : Puce Moment [*]
- 1949 : The Love That Whirls [#]
- La Lune des Lapins/Rabbit's Moon (1950-1972-1979) [*]
- 1950 : Le Jeune Homme et la Mort (1951) [#]
- 1951-1952 : Les Chants de Maldoror (1951-1952, inachevé) [#]
- 1953 : Eaux d'Artifice [*]
- 1954 : Inauguration of the Pleasure Dome (remonté en 1966 sous le titre Sacred Mushroom Edition) [*]
- 1955 : Thelema Abbey [#]
- 1959-1961 L'Histoire d'O [#]
- 1963 : Scorpio Rising [*]
- 1965 : Kustom Kar Kommandos [*]
- 1969 : Invocation of My Demon Brother '[*]
- 1970-1980 Lucifer Rising [*]
- 1976 : Senators in Bondage [#]
- 1977 : Matelots en Menottes
- 1979 : Denunciation of Stan Brakhage
- 2000 : Don't Smoke That Cigarette!
- 2002 : The Man We Want To Hang
- 2004 : Anger Sees Red
- 2004 : Patriotic Penis
- 2005 : Mouse Heaven
- 2007 : Elliott's Suicide - Tribute to Elliott Smith (1969-2003)
- 2007 : I'll Be Watching You
- 2007 : My Surfing Lucifer
- 2008 : Foreplay
- 2008 : Ich Will!
- 2008 : Uniform Attraction
- 2010 : Missoni
- 2010 : 42 One Dream Rush, film collectif
- 2012 : Airships